# Sergei Sergejewitsch Smirnow (Skeletonpilot)
Sergei Sergejewitsch Smirnow (russisch Сергей Сергеевич Смирнов; * 24. Juli 1985 in Krasnojarsk, Sowjetunion) ist ein russischer Skeletonfahrer.
Sergei Smirnow debütierte im November 2006 in Igls (24.) bei einem Rennen des Skeleton-Europacups auf internationaler Ebene im Skeletonsport. In der folgenden Zeit konnte sich der Russe stetig verbessern. Ein Jahr darauf konnte er an selber Stelle als Siebter erstmals ein Ergebnis unter den besten Zehn erreichen. Zwei Rennen darauf gewann er in Cesana sein erstes Europacup-Rennen.